# كاي سوتو
كاي سوتو (مواليد 11 مايو 2002) هو لاعب كرة سلة فلبيني يلعب في مركز لاعب الوسط في نادي أديليد ثيرتي سيكسترز.

## روابط خارجية
- كاي سوتو على موقع الاتحاد الدولي لكرة السلة (الإنجليزية)
- كاي سوتو على موقع كرة السلة الأوروبية.كوم (الإنجليزية)
- كاي سوتو على موقع ريلجم (الإنجليزية)
- كاي سوتو على موقع بروبوليرز (الإنجليزية)
- كاي سوتو على موقع بروبوليرز (الإنجليزية)
- كاي سوتو على موقع سبورتس رفرنس (الإنجليزية)
- كاي سوتو على موقع اللجنة الأولمبية الدولية (الإنجليزية)